# Сарай (община Сарай)
Вижте пояснителната страница за други значения на Сарай.
Сарай (на македонска литературна норма: Сарај; на албански: Saraj) е село в Северна Македония, център на едноименната община Сарай.

## География
Сарай е разположено в Скопското поле в ъгъла между реките Вардар от север и Треска (Голема) от юг и изток и на практика е квартал на столицата Скопие.

## История
В XVI век в селото е построено Хюсеин шах тюрбе, южно от Хюсеин шах джамия.
В края на XIX век Сарай е село в Скопска каза на Османската империя. Според статистиката на Васил Кънчов („Македония. Етнография и статистика“) към 1900 година в Сарай живеят 50 българи християни и 30 цигани.
В началото на XX век цялото християнско население на селото е под върховенството на Българската екзархия. По данни на секретаря на екзархията Димитър Мишев („La Macédoine et sa Population Chrétienne“) в 1905 година в Сарай има 80 българи екзархисти.
След Междусъюзническата война в 1913 година селото попада в Сърбия.
На етническата си карта от 1927 година Леонард Шулце Йена показва Сарай (Saraj) като село с неясен етнически състав.
На етническата си карта на Северозападна Македония в 1929 година Афанасий Селишчев отбелязва Сарай като българско село.
Според преброяването от 2002 година Сарай има 5232 жители.
| Националност     | Всичко |
| северномакедонци | 578    |
| албанци          | 4294   |
| турци            | 15     |
| роми             | 213    |
| власи            | 0      |
| сърби            | 12     |
| бошняци          | 78     |
| други            | 42     |